# 光岡ZERO 1
ZERO 1為光岡汽車所推出的仿古典作品車輛。車輛設計以蓮花汽車Super Seven為藍本。

## 車輛歷史
ZERO 1（ゼロワン）為光岡汽車批准成為汽車製造廠後，首部所生產的車輛。

### 車名語源

#### ZERO 1
「ZERO 1」從「0」到「1」，從「無」到「有」。第十家日本政府批准的國產汽車製造廠，使用「0」到「1」的隱喻型式，慶祝取得認定。數十年前，沒人認為我們能實現成為汽車製造廠的夢想，這的確是從無到有般的瞬間變化，也表示出我們很熱情的想法。

#### Classic TypeF
即是參考最頂尖的一級方程式賽車（F1）的精神，取命名成「F」。早期年代，一級方程式賽車賽道上的英姿。
1994年，光岡汽車創造的一個夢想「ZERO 1」。然後，用「ZERO 1」的熱情和技術的積累，創造「Classic TypeF」歸納成為「Zero1 Classic Type F」。我們具體表現出「靈魂的形式」（Appearance of Spirit for Dream），所暗藏的迷惑。車輛行駛的機能性和安全性，有著最好的平衡點，可說是「ZERO 1」的基本理念。這裡，我們只參考最頂尖的一級方程式賽車。
因為，「Classic Type F」的設計，絕對沒有追求流行，沒有模仿過氣潮流，只付予了無形的熱情。雖然，車輛的視線像那樣新穎，但復古中不退潮流，也沒有硬派的力量外型，即是所謂『真正的美麗』。

### 歷代車輛

#### ZERO 1（1994年－1996年）
1994年1月，原創車輛「ZERO 1」發表。1994年度，限量販售99台。使用鋼管狀結構，形成高強度的車體，車身則以鋁合金及玻璃纖維製造。搭配直列4缸DOHC 1600cc引擎與5MT變速箱，採用FR的驅動方式，全車淨重720kg。此車立刻引起古典作品車輛的狂熱愛好者收集，成為喜愛Lotus Super Seven車輛的另一項選擇。
1996年4月，停止生產。

#### ZERO 1 Classic Type F（1996年－1997年）
1996年5月，原創車款「ZERO 1 Classic Type F」（ゼロワン・クラシック・タイプF）發表。限量販售100台。使用鋼管狀結構，形成高強度的車體，車身則以鋁合金及玻璃纖維製造。搭配直列4缸DOHC 1800cc引擎與5MT變速箱，採用FR的驅動方式。全車淨重740kg。
1997年10月，停止生產。

#### Classic Type F（1997年－2000年）
1997年11月，原創車款「Classic Type F」（クラシック・タイプF）開始發售。外觀設計已跳脫出「ZERO 1」範疇，造型更加的流線，但卻不失復古韻味。從原本與「ZERO 1」有名稱著上的關連性，故重新命名成「Classic Type F」。自此，正式成為一新型獨立車輛。使用鋼管狀結構，形成高強度的車體，車身則以鋁合金及玻璃纖維製造。全車淨重720kg。
2000年7月，停止生產。

#### ZERO 1 RS（2002年）
2002年，原創車輛「ZERO 1 RS」（ゼロワンRS）發表。限量販售10台（扣除光岡進收藏1台，實際只銷售9台）。使用鋼管狀結構，形成高強度的車體，車身則以鋁合金及玻璃纖維製造。增加真皮座椅、防滾籠、Sport避震器、BBS鋁圈，全車淨重700kg。
2002年，停止生產。

### 概念車型

#### ZERO 1 Prototype
2003年10月25日，第37屆「東京車展」會場裏，初次現身。展示以「ZERO 1 Classic Type F」（ゼロワン・クラシック・タイプF）為基礎，重新修改的概念車型「ZERO 1 Prototype」（ゼロワン．コンセプト）。這是從很多位消費者的來信當中，提到再度開發的渴望，促使公司內部也開始加緊設計。此次設計完全為研究模式，但卻有著再開發的意思，展出未來概念模式。
- 動力系統：使用Mitsuoka ZERO 1 Classic Type F的動力系統。
- 底盤基礎：使用Mitsuoka ZERO 1 Classic Type F的底盤基礎，外觀上覆加自製車身。
- 車體尺寸：長 3740 毫米 × 寬 1695 毫米 × 高 1190 毫米，軸距 2355 毫米。

## 車輛諸元

### ZERO 1
- 引擎（Engine）：B6-ZE(RS)/1597cc/Straight-4/DOHC
- 最高馬力（Maximmum Power）：90kw(120ps)/6500rpm
- 最大扭力（Maximum Torque）：136.0N.m(14.0kg.m)/5500rpm
- 變速系統（Transmission）：5MT
- 傳動型式（Drive system）：FR
- 懸吊系統（Suspension）：？
- 煞車系統（Brakes）：四輪碟煞
- 車長（Overall Length）：3635 毫米
- 車寬（Overall Width）：1690 毫米
- 車高（Overall High）：1190 毫米
- 軸距（Wheel Base）：2355 毫米
- 車身最低點（Minimum-graound clearance）：？ 毫米
- 車身重量（Vehicle weight）：720kg
- 輪胎尺寸（Tyre）：185/60-R14-82H
- 車輛售價（Price）：￥2,950,000

### ZERO 1 Classic Type F
- 引擎（Engine）：BP-ZE(RS)/1839cc/Straight-4/DOHC
- 最高馬力（Maximmum Power）：96kw(130ps)/6500rpm
- 最大扭力（Maximum Torque）：156.9N.m(16.0kg.m)/4500rpm
- 變速系統（Transmission）：4AT／5MT
- 傳動型式（Drive system）：FR
- 懸吊系統（Suspension）：？
- 煞車系統（Brakes）：四輪碟煞
- 車長（Overall Length）：3740 毫米
- 車寬（Overall Width）：1695 毫米
- 車高（Overall High）：1190 毫米
- 軸距（Wheel Base）：2355 毫米
- 車身最低點（Minimum-graound clearance）：？ 毫米
- 車身重量（Vehicle weight）：740kg
- 輪胎尺寸（Tyre）：185/60-R14-82H
- 車輛售價（Price）：￥3,382,000／3,262,000

### Classic Type F
- 引擎（Engine）：BP-ZE(RS)/1839cc/Straight-4/DOHC
- 最高馬力（Maximmum Power）：96kw(130ps)/6500rpm
- 最大扭力（Maximum Torque）：156.9N.m(16.0kg.m)/4500rpm
- 變速系統（Transmission）：4AT／5MT
- 傳動型式（Drive system）：FR
- 懸吊系統（Suspension）：？
- 煞車系統（Brakes）：四輪碟煞
- 車長（Overall Length）：3740 毫米
- 車寬（Overall Width）：1695 毫米
- 車高（Overall High）：1190 毫米
- 軸距（Wheel Base）：2355 毫米
- 車身最低點（Minimum-graound clearance）：？ 毫米
- 車身重量（Vehicle weight）：740kg
- 輪胎尺寸（Tyre）：185/60-R14-82H
- 車輛售價（Price）：￥？

### ZERO 1 RS
- 引擎（Engine）：BP-ZE(RS)/1839cc/Straight-4/DOHC
- 最高馬力（Maximmum Power）：96kw(130ps)/6500rpm
- 最大扭力（Maximum Torque）：156.9N.m(16.0kg.m)/4500rpm
- 變速系統（Transmission）：5MT
- 傳動型式（Drive system）：FR
- 懸吊系統（Suspension）：？
- 煞車系統（Brakes）：四輪碟煞
- 車長（Overall Length）：3635 毫米
- 車寬（Overall Width）：1690 毫米
- 車高（Overall High）：1190 毫米
- 軸距（Wheel Base）：2355 毫米
- 車身最低點（Minimum-graound clearance）：？ 毫米
- 車身重量（Vehicle weight）：700kg
- 輪胎尺寸（Tyre）：185/60-R14-82H
- 車輛售價（Price）：￥？

## 相關車輛

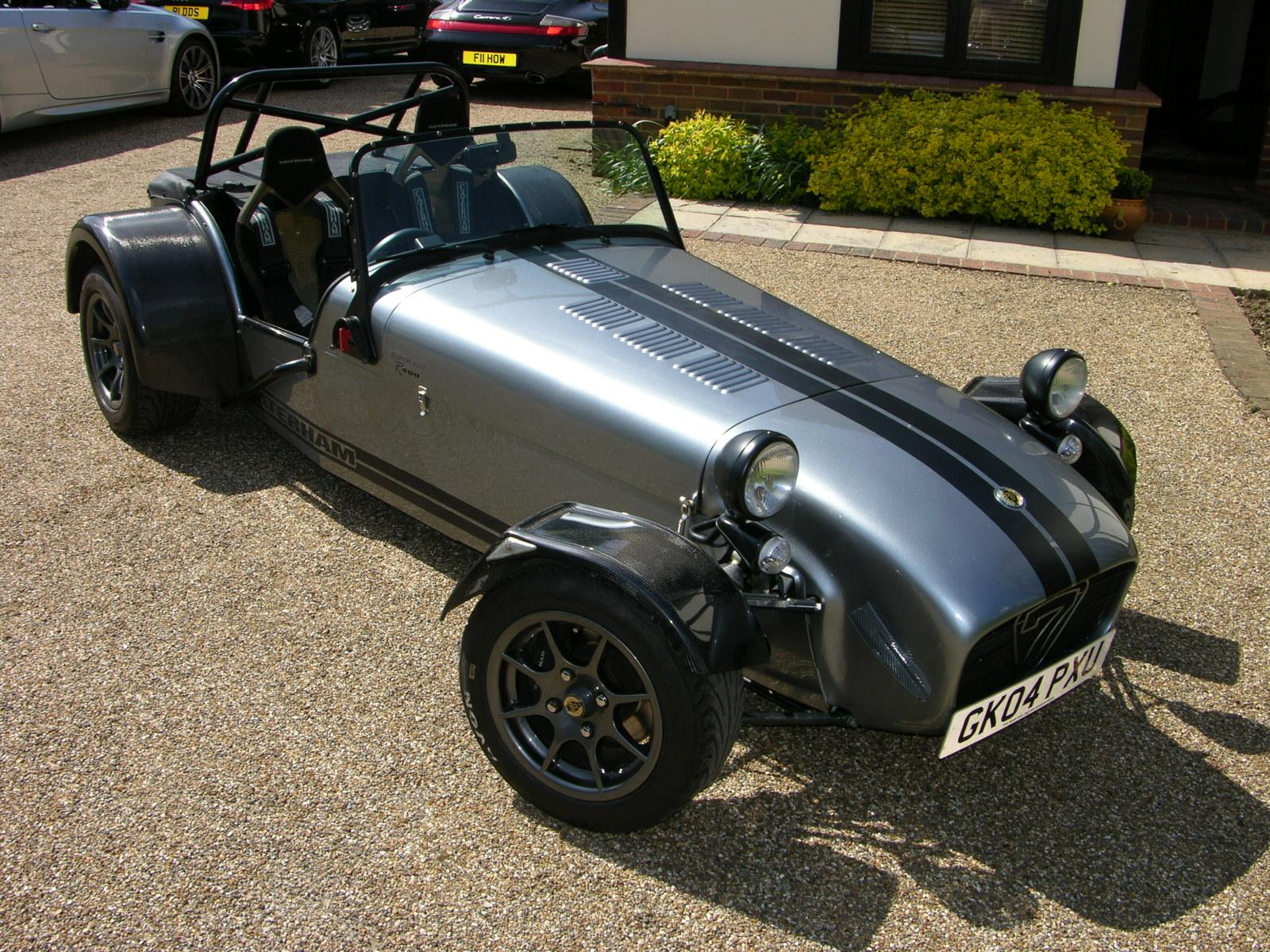
Caterham R400 Superlight

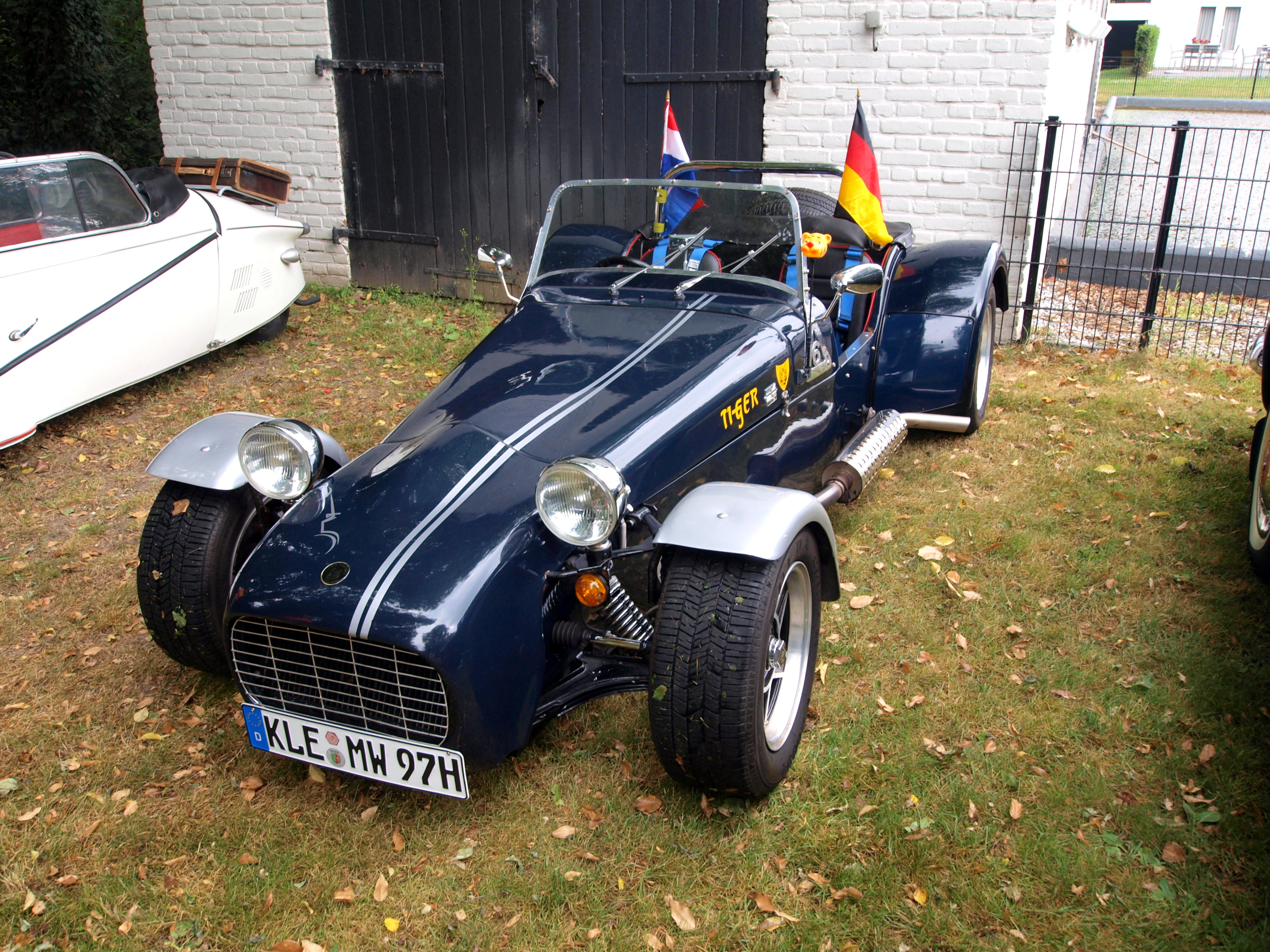
Lotus Super Seven

### 原創車廠
1957年，Lotus車廠所推出的Super Seven車輛，為原創經典。
- Lotus Super Seven（1957年－1970）

1973年，Lotus車廠正式將Super Seven的生產版權售予Caterham車廠。據說，Lotus出售Super Seven的生產版權時，附加條件之一是新公司的商標必須足夠獨特，不能和原創車廠Lotus的相似，所以Caterham就把Lotus的「正三角」商標反轉向下，變成「倒三角」，中間是一個大大的「7」，並改名稱為Caterham 7。至今，除了車輛名稱與機械結構略有些改變之外，基本外觀幾乎從未變更。目前，該車款仍持續生產當中。
- Caterham 7（1973年－至今）

### 延伸車輛
2006年11月22日，另有一款以「Classic Type F」為基礎，所延伸的微型車輛「MICRO TYPE-F」，套件車輛「K-3」。
- MICRO TYPE-F
- K-3

## 備註
1. ↑  憧れのあの車　光岡ZERO 1 Classic Type F （页面存档备份，存于），〈朝日新聞〉
2. ↑  全球僅有10部的惹火尤物　光岡Zero 1 RS  （页面存档备份，存于），〈太平洋汽車網〉

## 外部連結
- 光岡自動車* Zero 1
- （页面存档备份，存于）